# Hartmanodes nyei
Hartmanodes nyei is een vlokreeftensoort uit de familie van de Oedicerotidae. De wetenschappelijke naam van de soort is voor het eerst geldig gepubliceerd in 1933 door Clarence Raymond Shoemaker.